# Perigona microps
Perigona microps är en skalbaggsart som beskrevs av Darlington 1934. Perigona microps ingår i släktet Perigona och familjen jordlöpare. Inga underarter finns listade i Catalogue of Life.